# Autodromo di Most
L'autodromo di Most è un circuito automobilistico situato vicino alla città di Most, nel nord-ovest della Repubblica Ceca.
Inaugurato nel 1983, ha ospitato eventi quali l'European Touring Car Cup, il FIA European Truck Racing Cup e l'European Le Mans Series; dal 2021 ospita inoltre il campionato mondiale Superbike.

## Galleria d'immagini

Il tracciato originale del periodo 1983-2004
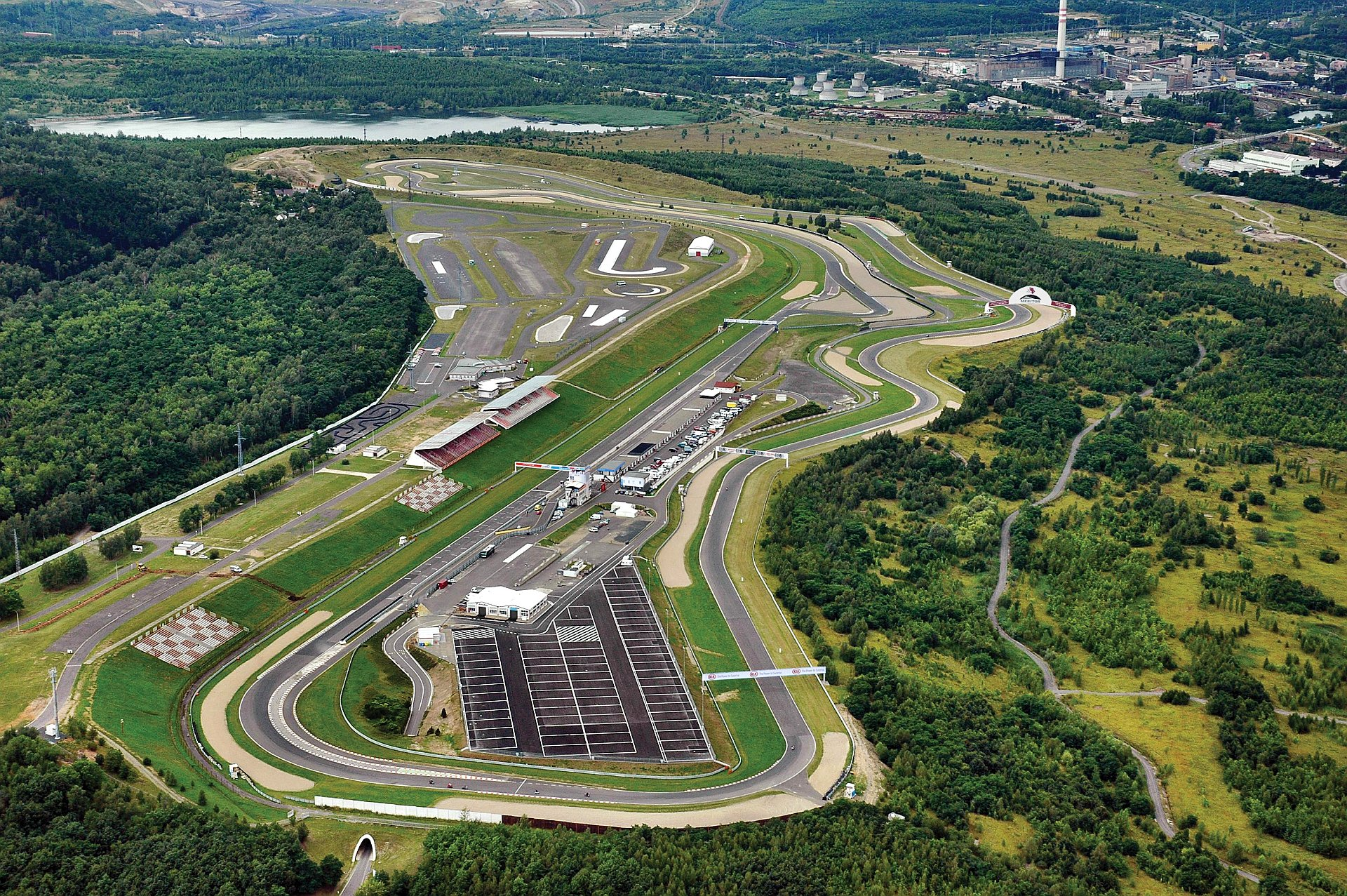
Vista aerea del circuito